# Lịch sử Nam Phi
Khác với các quốc gia khác, Nam Phi có một lịch sử khá phức tạp. Bắt đầu từ thời tiền sử, sự phát hiện Nam Phi, từ khi trở thành thuộc địa của Hà Lan, trở thành thuộc địa của Anh Quốc, cho đến khi trở thành một nước cộng hòa, và sự đấu tranh chống chế độ apartheid của người da đen.

## Thời tiền sử
Nam Phi có một số trong những địa điểm khảo cổ học cổ nhất tại châu Phi. Những tàn tích hóa thạch lớn tại Sterkfontein, Kromdraai và các hang Makapansgat cho thấy nhiều giống người vượn phương Nam đã tồn tại tại Nam Phi từ khoảng ba triệu năm trước. Tiếp sau đó là nhiều loài thuộc chi Người (homo), như Homo habilis, Homo erectus và con người hiện đại, Homo sapiens. Những cư dân nông nghiệp và chăn thả nói tiếng Bantu, sử dụng công cụ sắt, đã di cư về phía nam Sông Limpopo vào Nam Phi ngày nay từ thế kỷ thứ tư hay thứ năm (Cuộc bành trướng Bantu) thay thế những người nói tiếng Khoi và San bản xứ. Họ chậm chạp tiến về phía nam và những đồ sắt sớm nhất tại Tỉnh KwaZulu-Natal ngày nay được cho là có niên đại từ khoảng năm 1050. Nhóm tiến xa nhất về phía nam là người Xhosa, ngôn ngữ của họ đã tích hợp một số nét ngôn ngữ riêng của người Khoi và San trước đó, tiến tới Fish River, tại Tỉnh Eastern Cape ngày nay. Những dân cư Thời đại đồ sắt đó chiếm chỗ những người săn bắn hái lượm tại đó.

## Sự khai phá và trở thành thuộc địa của Hà Lan

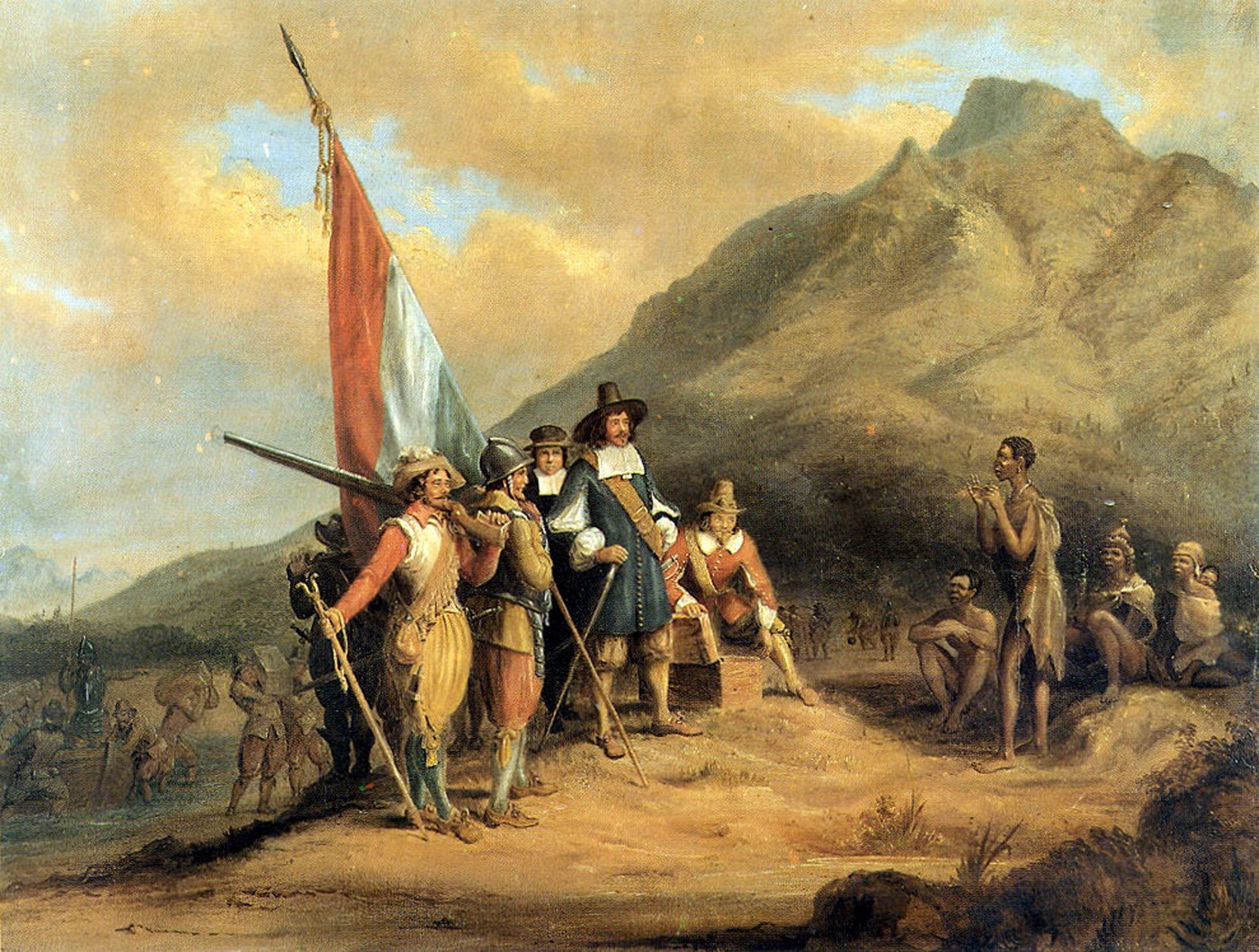
Tranh miêu tả sự đặt chân tới Nam Phi của Jan van Riebeeck

Lịch sử thành văn của Nam Phi bắt đầu với những lời tường thuật của các nhà hàng hải châu Âu đi qua Nam Phi trên những con đường thương mại Đông Ấn. Nhà hàng hải châu Âu đầu tiên đi vòng quanh Cape bằng đường biển là nhà thám hiểm Bồ Đào Nha Bartolomeu Dias năm 1488.
Khi Bartolomeu Dias quay trở lại Lisbon ông mang theo tin tức về sự khám phá ra cái ông gọi là "Cabo das Tormentas" (Mũi Giông Bão). Nhưng người bảo trợ cho ông, Henry Nhà hàng hải, đã lựa chọn một cái tên khác, "Cabo da Boa Esperança" Mũi Hảo Vọng vì nó hứa hẹn một con đường hàng hải tới Ấn Độ giàu có, hy vọng mà Bồ Đào Nha đang gắng sức thực hiện.
Cùng với những lời kể của những nhà hàng hải giai đoạn đầu, những lời kể của những người sống sót sau những vụ đắm tàu cung cấp những thông tin sớm nhất về miền Nam châu Phi. Trong hai thế kỷ sau đó 1488, một số khu định cư đánh cá nhỏ được Jan van Riebeeck thành lập tại Mũi Hảo Vọng nhân dân Công ty Đông Ấn Hà Lan. Hầu như trong suốt thế kỷ mười bảy và mười tám, những khu định cư phát triển chậm chạp đó đều thuộc sở hữu của người Hà Lan. Những người định cư Hà Lan cuối cùng gặp những người Xhosa phía tây nam tại vùng Fish River. Một loạt những cuộc chiến, được gọi là Những cuộc chiến tranh Biên giới Cape, xảy ra, chủ yếu do xung đột về đất đai và lợi ích.
Để giải quyết tình trạng thiếu nhân công tại Cape nô lệ được đưa đến từ Indonesia, Madagascar, và Ấn Độ. Hơn nữa, những lãnh đạo gây rắc rối, thường có dòng dõi vua chúa, bị trục xuất từ các thuộc địa Hà Lan tới Nam Phi. Nhóm những nô lệ này cuối cùng trở thành nhóm dân số hiện tự gọi mình là "Cape Malays". Cape Malays theo truyền thống được những kẻ thực dân châu Âu cho có địa vị xã hội cao hơn - nhiều người trong số họ trở thành những chủ đất giàu có, nhưng cũng dần bị tước quyền sở hữu khi chế độ Apartheid phát triển. Những giáo đường của người Cape Malay tại Quận Sáu được giữ nguyên, và hiện là những công trình tưởng niệm về sự phá hoại đã xảy ra trước đó xung quanh chúng.
Đa số hậu duệ của những nô lệ đó, thường có quan hệ hôn nhân với những người định cư Hà Lan, sau này được xếp hạng cùng với người Khoikhoi (còn gọi là Khoisan) thành Người da màu Cape. Cùng được phân loại trong nhóm Người da màu Cape còn có người Xhosa và các sắc tộc Nam Phi khác, vì thế hiện họ chiếm khoảng 50% dân số Tỉnh Tây Cape.

## Trở thành thuộc địa của Anh

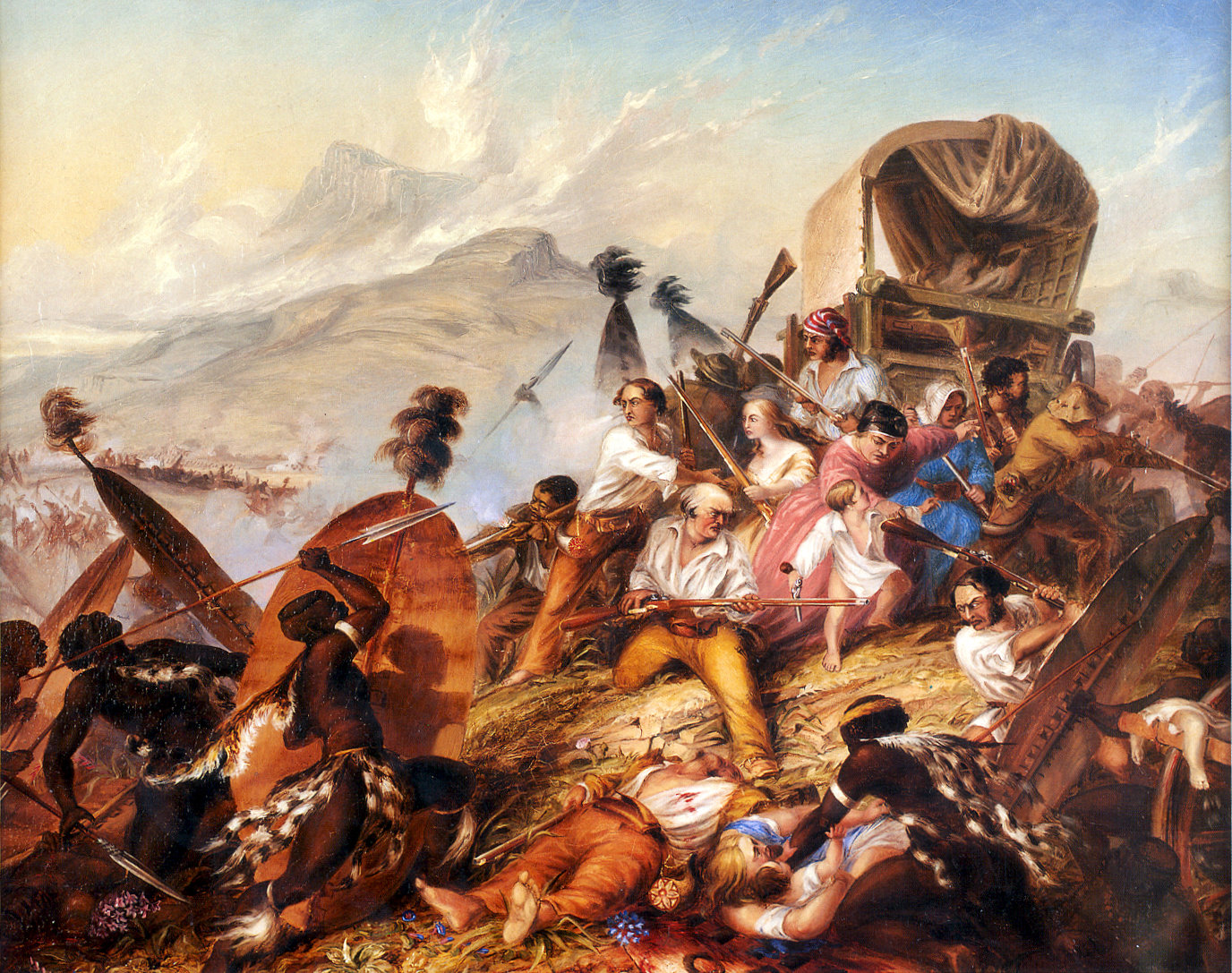
Cuộc tấn công Zulu vào trại Boer tháng 2 năm 1838

Vương quốc Anh đã nắm quyền kiểm soát vùng Mũi Hảo Vọng năm 1795.Bề ngoài là để ngăn nó không rơi vào tay người Pháp thời Napoleon Bonaparte nhưng cũng là để tìm cách biến Cape Town thành một điểm dừng chân trên con đường tới Australia và Ấn Độ. Vùng này được trả lại cho Hà Lan năm 1803, nhưng ngay sau đó Công ty Đông Ấn Hà Lan tuyên bố phá sản, và người Anh đã sáp nhập Thuộc địa Cape năm 1806. Người Anh tiếp tục các cuộc chiến tranh biên giới chống lại người Xhosa, đẩy biên giới phía đông lùi ra xa hơn thông qua một loạt những pháo đài được thiết lập dọc Sông Fish và củng cố chúng bằng cách khuyến khích người Anh tới định cư. Vì áp lực của các phong trào bãi nô tại Anh, nghị viện Anh lần đầu tiên ngừng công việc buôn bán nô lệ trên quy mô thế giới của họ năm 1806, sau đó xóa bỏ chế độ nô lệ tại tất cả các thuộc địa của họ năm 1833.
Sự phát hiện kim cương năm 1867 và vàng năm 1886 đã thúc đẩy phát triển kinh tế và làn sóng nhập cư, làm tăng thêm tình trạng nô dịch hóa người bản xứ. Người Boers đã thành công trong việc ngăn chặn sự xâm lân của người Anh trong cuộc Chiến tranh Boer lần thứ Nhất (1880–1881) với các chiến thuật chiến tranh du kích, rất thích hợp với những điều kiện địa phương. Tuy nhiên, người Anh đã quay trở lại với số lượng lớn hơn trong cuộc Chiến tranh Boer lần thứ Hai (1899–1902). Những nỗ lực của người Boers thiết lập liên minh với vùng Tây Nam Phi của Đức càng khiến người Anh có lý do để giành quyền kiểm soát tất cả các nước Cộng hòa Boer.
Người Boers kháng cự mạnh mẽ, nhưng cuối cùng người Anh với quân số vượt trội, chiến thuật hiện đại và những đường cung cấp hậu cần bên ngoài đã tiêu diệt các lực lượng Boers. Cũng trong cuộc chiến này, người Anh đã sử dụng các chiến thuật Trại Tập trung và Tiêu Thổ gây nhiều tranh cãi. Hiệp ước Vereeniging xác định chủ quyền đầy đủ của Anh trên toàn bộ các nước cộng hòa Nam Phi và chính phủ Anh chấp nhận chi trả khoản nợ chiến phí 3 000 000 £ cho các chính phủ người Nam Phi gốc Âu. Một trong những điều khoản chính của hiệp ước chấm dứt chiến tranh là 'Người da đen' sẽ không được phép bầu cử, ngoại trừ tại Thuộc địa Cape.

## Liên minh Nam Phi

Quốc kỳ Liên minh Nam Phi

Sau bốn năm đàm phán, Liên minh Nam Phi được thành lập từ các thuộc địa Cape và Natal, cũng như các nước cộng hòa thuộc Bang Orange Free và Transvaal, ngày 31 tháng 5 năm 1910, chính xác tám năm sau khi Cuộc chiến tranh Boer lần thứ Hai chấm dứt. Liên minh Nam Phi mới được thành lập là một Lãnh thổ tự trị trong khối Liên hiệp Anh. Năm 1934, Đảng Nam Phi và Đảng Quốc gia hợp nhất để hình thành nên Đảng Thống nhất, tìm cách hòa giải giữa những người Nam Phi gốc Âu và những người 'Da trắng' nói tiếng Anh, nhưng đảng đã bị chia rẽ năm 1939 về vấn đề gia nhập Chiến tranh thế giới thứ hai của Liên minh với tư cách một đồng minh của Anh Quốc, một động thái mà Đảng Quốc gia phản đối kịch liệt.

## Nước cộng hòa
Trước sức ép của nhân dân, ngày 31 tháng 5 năm 1961, nước này đã trở thành một nước cộng hòa theo sau cuộc trưng cầu dân ý, trong đó các cử tri da trắng đã bầu cử hăng hái (quốc gia Natal thống trị ở Anh chống lại vấn đề này). Nữ hoàng Elizabeth II bị tước danh hiệu ''Nữ hoàng Nam Phi'', và vị Tổng thống cuối cùng, cụ thể là Charles Robberts Swart, đã trở thành Chủ tịch Quốc hội. Là một sự nhượng bộ cho hệ thống Westminster, tổng thống vẫn còn được bổ nhiệm lên nghị viện và hầu như không có quyền lực cho đến khi Đạo luật Hiến pháp của PW Botha năm 1983 (mà vẫn nguyên vẹn) loại bỏ văn phòng của Thủ tướng Chính phủvà đưa ra một "tổng thống hùng mạnh" gần như duy nhất chịu trách nhiệm trước quốc hội. Dưới áp lực của các quốc gia Khối thịnh vượng chung khác, Nam Phi rút khỏi tổ chức này vào năm 1961 và chỉ gia nhập lại vào năm 1994.
Mặc dù có sự phản đối cả trong và ngoài nước, chính phủ đã lên án việc tiếp tục phân biệt chủng tộc. Các lực lượng an ninh đàn áp bất đồng chính kiến nội bộ, và bạo lực trở nên phổ biến, với các tổ chức chống chủ nghĩa apartheid như Đại hội Dân tộc Phi, các tổ chức nhân dân Azanian, và Pan-Africanist Quốc hội tiến hành chiến tranh du kích và đô thị phá hoại. Ba cuộc kháng chiến đối thủ cũng tham gia vào các cuộc đụng độ liên thủ thường xảy ra khi họ đánh nhau vì ảnh hưởng trong nước.  Apartheid ngày càng trở nên gây tranh cãi, và một số quốc gia bắt đầu tẩy chay kinh doanh với chính phủ Nam Phi vì chính sách phân biệt chủng tộc của họ. Những biện pháp này sau đó được mở rộng tới các biện pháp trừng phạt quốc tế và việc các nhà đầu tư nước ngoài rút vốn.

## Đấu tranh chống chế độ apartheid của người da đen
Năm 1948 Đảng Quốc gia trúng cử và nắm quyền lực, và bắt đầu áp đặt một loạt bộ luật phân biệt đối xử nặng nề sau này sẽ được gọi chung là chế độ apartheid. Không đáng ngạc nhiên, sự phân biệt đối xử này cũng được áp dụng đối với tài sản có được trong quá trình công nghiệp hóa nhanh chóng ở thập niên 1950, '60, và '70. Tuy cộng đồng thiểu số Da trắng có được mức sống cao nhất trên toàn bộ châu Phi, thường được so sánh ngang bằng với các quốc gia phương Tây thuộc "Thế giới thứ Nhất", đa số người Da đen vẫn sống ở tình trạng nghèo khổ theo mọi tiêu chuẩn, gồm thu nhập, giáo dục, nhà ở và tuổi thọ. Tuy nhiên, thu nhập trung bình và tuổi thọ trung bình của người da đen, 'Ấn Độ' hay 'da màu' Nam Phi vẫn cao hơn rất nhiều quốc gia châu Phi với chính phủ da màu khác như Ghana và Tanzania.

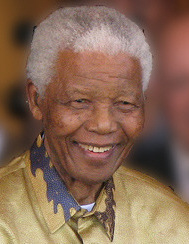
Nelson Mandela - tổng thống da màu đầu tiên của Nam Phi

Chế độ Apartheid dần gây ra nhiều tranh cãi, dẫn tới sự trừng phạt và rút vốn đầu tư từ nước ngoài và tình trạng bất ổn cũng như đàn áp ngày càng gia tăng bên trong Nam Phi. (Xem thêm bài về Lịch sử Nam Phi thời kỳ apartheid.) Một giai đoạn đàn áp kéo dài của chính phủ, cùng nhiều cuộc phản kháng bạo lực, những cuộc đình công, tuần hành, và phá hoại của nhiều phong trào phản đối chế độ apartheid, mà nhất là Đại hội Dân tộc Phi (ANC), diễn ra. Cuối thập 1970, Nam Phi khởi động một chương trình vũ khí hạt nhân, và trong thập kỷ sau đó họ đã chế tạo ra sáu vũ khí hạt nhân có thể sử dụng. Lý do căn bản của hành động sở hữu vũ khí hạt nhân bị tranh cãi, nhưng mọi người tin rằng Vorster và PW Botha muốn có khả năng buộc Hoa Kỳ phải can thiệp trong trường hợp xảy ra cuộc chiến giữa Nam Phi và chính phủ MPLA của Angola được Cuba hậu thuẫn.
Năm 1990, Frederik Willem de Klerk của Đảng Quốc gia lên làm tổng thống thay thế Botha. Nhờ vị trí này, và với quyết tâm, ông đã cải cách để từng bước phá bỏ chủ nghĩa phân biệt chủng tộc Apartheid và tiến hành bước đầu tiên đàm phán về việc rời bỏ quyền lực của chính họ khi dỡ bỏ lệnh cấm đảng Đại hội Dân tộc Phi và các tổ chức chính trị cánh tả khác hoạt động, và trả tự do cho những tù nhân da màu, trong số đó có Nelson Mandela sau hai bảy năm ở tù vì cáo buộc hành động bạo lực vũ trang. Các luật lệ liên quan tới Apartheid dần được hủy bỏ, và Nam Phi cũng phá hủy kho vũ khí hạt nhân của mình và gia nhập Hiệp ước Không Phổ biến Vũ khí Hạt nhân. Cuộc bầu cử đa sắc tộc đầu tiên được tổ chức năm 1994, Đại hội Dân tộc Phi giành thắng lợi vang dội với đa số ghế. Đảng này đã lên nắm quyền lực tại Nam Phi kể từ thời điểm đó.

## Hậu apartheid
Dù chế độ apartheid đã chấm dứt, hàng triệu người dân Nam Phi, chủ yếu là người da đen, vẫn tiếp tục sống trong nghèo khổ. Điều này một phần bởi di sản của hệ thống apartheid (dù tình trạng nghèo khổ cũng là vấn đề trên khắp châu Phi), và, một điều mà ngày càng có nhiều người coi là một sai lầm của chính phủ hiện nay trong việc giải quyết các vấn đề xã hội, cộng với những quy định tiền tệ và thuế của chính phủ hiện tại nhằm đảm bảo cả việc tái phân phối tài sản và tăng trưởng kinh tế. Trong mười năm kể từ khi Đại hội Dân tộc Phi lên nắm quyền, Chỉ số Phát triển Con người Liên hiệp quốc của Nam Phi đã giảm thảm hại, tuy trước đó nó luôn tăng trưởng vững chắc cho tới giữa thập niên 1990 . Đa số nguyên nhân có thể quy cho đại dịch AIDS và sai lầm của chính phủ trong việc đương đầu với nó. Tuy nhiên, chính sách nhà ở xã hội của Đại hội Dân tộc Phi đã mang lại một số cải thiện trong điều kiện sống tại nhiều vùng bằng cách xem xét lại chi tiêu ngân sách và cải thiện tính hiệu năng của hệ thống thu thuế.